# Rijpickerwaard (buurt)
Rijpickerwaard is een buurt van IJsselstein, in de Nederlandse provincie Utrecht. De wijk heeft 5 inwoners (2023).
De buurt grenst met de klok mee aan IJsselveld-Oost, gemeente Nieuwegein, Landelijk gebied Zuid, Over Oudland en Panoven. Het betreft een relatieve smalle, dunbevolkte strook tussen de N210 en de A2. Ongeveer halverwege wordt het gebied doorsneden door de Hollandse IJssel. 

## Geschiedenis
Het gebied ten noorden van de Hollandse IJssel lag van oudsher in de Polder Het Gein, genoemd naar het oude nabijgelegen stadje Geyne. Ten zuiden van de Hollandse IJssel ligt de Over Oudlandse Polder. In de 16e eeuw werd in het gebied kasteel Rijpickerwaard gebouwd.
In de jaren 30 van de 20e eeuw werd Rijksweg 2 aangelegd. Eerst als tweebaansweg, later als vierbaans autosnelweg. Gold voorheen de ‘Utrechtseweg’ als verbinding tussen de A2 en het zuidwesten van de Provincie Utrecht, in de jaren 80 van de 20e eeuw werd een nieuw tracé aangelegd van de N210 die tevens voor een verbinding met Nieuwegein zorgde. In deze periode werd ten noorden van de Hollandse IJssel het tracé van de Utrechtse sneltram aangelegd. Deze ontwikkelingen zorgde ervoor dat boerderij Rijpickerwaard vrijwel volledig werd ingeklemd door de Hollandse IJssel, de A2, de N210 en de sneltrambaan. 
In de periode 2000-2010 werd het tracé van de N210 verlegd naar de zuidkant van IJsselstein. 
Anno 2025 zijn de werkzaamheden begonnen voor een nieuw bedrijventerrein De Kroon, dat ten zuiden van de Hollandse IJssel zal worden aangelegd. De boerderij Rijpickerwaard is zijn agrarische functie verloren en is tegenwoordig in gebruik als dierenasiel. 
Stad: IJsselstein      Buurtschappen: Achtersloot · Klaphek · Knollemanshoek (deels)

Woonwijken: Centrum · Noord · West · Zuid

Woonbuurten: Binnenstad · Nieuwpoort · Groenvliet · Kasteelkwartier · Europakwartier · Oranjekwartier · IJsselveld-Oost · IJsselveld-West · IJsseloevers · Hazenveld en Overwaard · Panoven · De Hoven en De Boomgaard · De Tuinen · Het Hart · De Wereldsteden · De Rivieren · Het Staatse · Benschopperpoort en Het Podium · Achterveld-Zuid · Achterveld-West · Achterveld-Noord · Achterveld-Oost · Eiterse Waard · Landelijk gebied Noord · Landelijk gebied Zuid

Overige buurten: Rijpickerwaard · Paardenveld · Over Oudland · Industrieterrein Lage Dijk · Bedrijventerrein De Corridor
Utrecht · Plaatsen in de provincie      Nederland · Provincies · Gemeenten